# Fu Yuanhui
Fu Yuanhui (en chino: 傅园慧; Anji, 7 de enero de 1996) es una deportista china que compite en natación, especialista en el estilo espalda.
Participó en dos Juegos Olímpicos de Verano, obteniendo una medalla de bronce en Río de Janeiro 2016, en la prueba de 100 m espalda, y el octavo lugar en Londres 2012, en la misma prueba.
Ganó cuatro medallas en el Campeonato Mundial de Natación entre los años 2013 y 2017, y dos medallas de plata en el Campeonato Mundial de Natación en Piscina Corta de 2018.

## Palmarés internacional
| Juegos Olímpicos                    | Juegos Olímpicos        | Juegos Olímpicos  | Juegos Olímpicos  |
| Año                                 | Lugar                   | Medalla           | Prueba            |
| ----------------------------------- | ----------------------- | ----------------- | ----------------- |
| 2016                                | Río de Janeiro (Brasil) | Medalla de bronce | 100 m espalda     |
| Campeonato Mundial                  |                         |                   |                   |
| Año                                 | Lugar                   | Medalla           | Prueba            |
| 2013                                | Barcelona (España)      | Medalla de plata  | 50 m espalda      |
| 2015                                | Kazán (Rusia)           | Medalla de oro    | 50 m espalda      |
| 2015                                | Kazán (Rusia)           | Medalla de oro    | 4 × 100 m estilos |
| 2017                                | Budapest (Hungría)      | Medalla de plata  | 50 m espalda      |
| Campeonato Mundial en Piscina Corta |                         |                   |                   |
| Año                                 | Lugar                   | Medalla           | Prueba            |
| 2018                                | Hangzhou (China)        | Medalla de plata  | 4 × 50 m estilos  |
| 2018                                | Hangzhou (China)        | Medalla de plata  | 4 × 100 m estilos |